# Посікіра Микола Михайлович

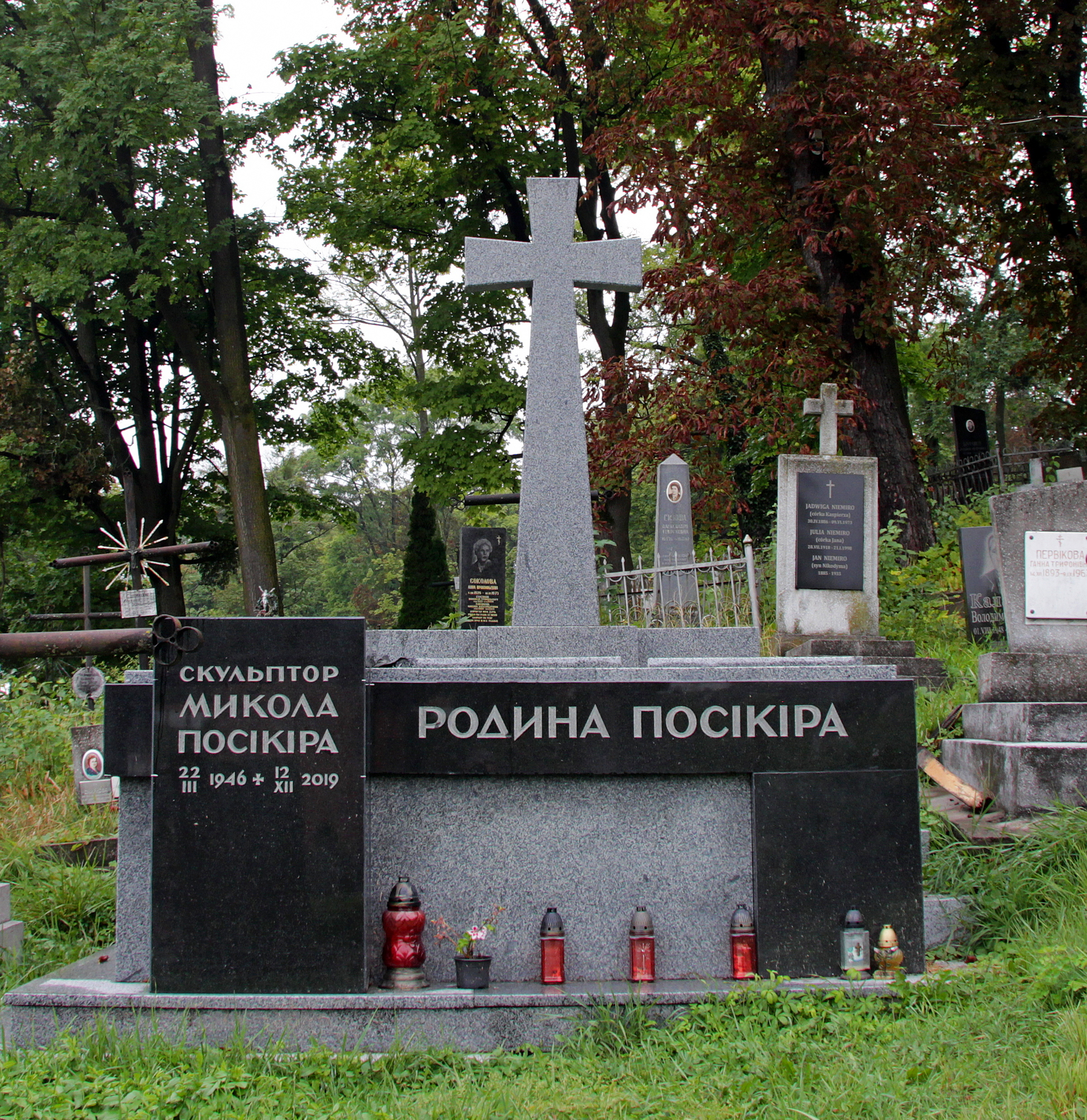
Фамільна гробниця родини Посікіра на Личаківському цвинтарі

Микола Михайлович Посікіра (22 березня 1946 — 12 грудня 2019, Львів) — український скульптор, автор понад 100 пам'ятників та низки меморіальних таблиць.

## Біографія
Скульптор. Заслужений діяч мистецтв України.
Учень Дмитра Крвавича. Лауреат обласної премії імені О. Гаврилюка.
У 1970—1980 роках Микола Посікіра, спромігся ще за часів радянської влади створити та встановити у Львові художньо-меморіальні таблиці визначним українським особистостям: Маркіяну Шашкевичу, Руській трійці, Лесю Курбасу, Борису Грінченку, Адаму Коцкові, Івану Франкові, Богдану-Ігорю Антоничу.
Творча майстерня Миколи Посікіри містилася в будинку на вул. Пісковій, 15а, у Львові.
12 грудня 2019 року, вночі, на 74-му році життя, Посікіра Микола Михайлович відійшов у вічність.
Похований на Личаківському цвинтарі (поле № 79).

## Творчість

### Монументальні твори
- Пам'ятники загиблим землякам у селах Самбірського району Львівської області — Михайлевичі (1977, у співавторстві з архітектором О. Смуріковим)[4], Отиневичі (1977, у співавторстві з архітектором Богданом Черкесом)[5].
- Декоративні скульптурні композиції при вході до будинку культури в Тюмені (не пізніше 1980, метал)[6].
- Пам'ятник на могилі Станіслава Людкевича на Личаківському цвинтарі, поле № 3 (1989), у співавторстві зі скульпторами Любомиром Яремчуком, Ярославом Скакуном[7][8].
- Пам'ятник на могилі Володимира Івасюка на Личаківському цвинтарі, поле № 22 (1990), у співавторстві зі скульптором Любомиром Яремчуком[9][10].
- Пам'ятник Маркіяну Шашкевичу у Львові (1990; у співавторстві з Дмитром Крвавичем)[11].
- Погруддя Олексі Бобикевичу в Малих Дідушичах (1991)[12].
- Пам'ятник Тарасові Шевченку в Моршині (1991, у співавторстві зі скульптором Любомиром Яремчуком, архітектором Василем Каменщиком)[13].
- Пам'ятник Тарасові Шевченку в Задвір'ї (1991, у співавторстві зі скульпторами Любомиром Яремчуком, Любомиром Юрчуком, архітектором Михайлом Федиком)[14].
- Погруддя Леся Курбаса в Самборі (бронза, мармурова крихта). Відкрито біля міського Народного дому 21 жовтня 1991 року під час святкування 750-ліття від часу першої писемної згадки міста Самбора[15].
- Пам'ятник Петру Сагайдачному в с. Кульчиці (1992, у співавторстві зі скульптором Любомиром Яремчуком, архітектором Михайлом Федиком)[16].
- Пам'ятник Тарасові Шевченку в Оброшині (1993, у співавторстві зі скульпторами Любомиром Яремчуком, Володимиром Римаром, архітектором Михайлом Федиком)[17].
- Пам'ятник Маркіяну Шашкевичу на площі Вічевій у Золочеві (1993; у співавторстві зі скульптором Дмитром Крвавичем, архітектором Михайлом Федиком)[18].
- Пам'ятник на могилі Ярослава Годиша на Личаківському цвинтарі (1994, у співавторстві зі скульптором Любомиром Яремчуком, архітектором Василем Каменщиком)[19].
- Пам'ятник Михайлові Грушевському у Львові (1994; у співавторстві зі скульпторами Дмитром Крвавичем та Любомиром Яремчуком)[20].
- Пам'ятник Тарасові Шевченку в П'ятничанах (1995, у співавторстві зі скульптором Любомиром Яремчуком, архітектором Михайлом Федиком)[21].
- Пам'ятник Іванові Франку в Івано-Франківську (у співавторстві зі скульптором Любомиром Яремчуком, архітектором Василем Каменщиком). Відкритий 26 серпня 1995 року[22].
- Фіґура Скорботної Матері Божої під хрестом у с. Мшанець Самбірського району (1996).
- Пам'ятник Володимиру Івасюку в Кіцмані. Відкритий 4 березня 1999 року до 50-ліття від дня народження В. Івасюка (у співавторстві зі скульптором Любомиром Яремчуком та архітектором Михайлом Федиком). Виготовлений на Львівській експериментальній кераміко–скульптурній фабриці.
- Пам'ятник на могилі Мирослава Іванюти на Личаківському цвинтарі, поле № 49 (2002, бронза, граніт; у співавторстві з архітектором Михайлом Федиком)[23].
- Пам'ятник В'ячеславу Чорноволу на площі Незалежності у Золочеві (2002; у співавторстві з архітектором Михайлом Федиком)[24].
- Пам'ятник на могилі художника Миколи Бідняка на Личаківському цвинтарі у Львові (2006, у співавторстві з архітектором Василем Каменщиком)[25][26].
- Пам'ятник Степанові Бандері у Львові (2007; у співавторстві з архітектором Михайлом Федиком)[27].
- Пам'ятник Степану Бандері на Європейської площі в Івано-Франківську (2009)[28].
- Меморіал жертвам політичних репресій московського комуністичного режиму в Україні (у співавторстві з архітекторами Михайлом Федиком та Юрієм Столяровим). Відкритий 10 жовтня 2010 року на полі поховань № 55 Янівського цвинтаря у Львові[29].
- Пам'ятник Матері-Україні на площі Ринок у Самборі (2010; у співавторстві з архітектором Михайлом Федиком)[30].
- Погруддя художника Михайла Бойчука, встановлене у березні 2014 року на фасаді львівського палацу мистецтв у межах відкриття щорічної виставки-конкурсу «Весняний сезон» та освячене 7 квітня 2014 року[31].
- Пам'ятник Митрополиту Андрею Шептицькому на площі Святого Юра у Львові (2015, у співавторстві з архітекторами Михайлом Федиком, Ігорем Кузьмаком)[32].
- Фігура Богородиці на вулиці Івасюка в селі Конопниця, Львівського району Львівської області[33].
- Погруддя Тараса Шевченка в смт Війтівці, Хмельницького району, Хмельницької області (у співавторстві зі скульптором Леонідом Юрчуком). Відкритий у 2022 році[34].

Пам'ятник на могилі Володимира Івасюка на Личаківському цвинтарі
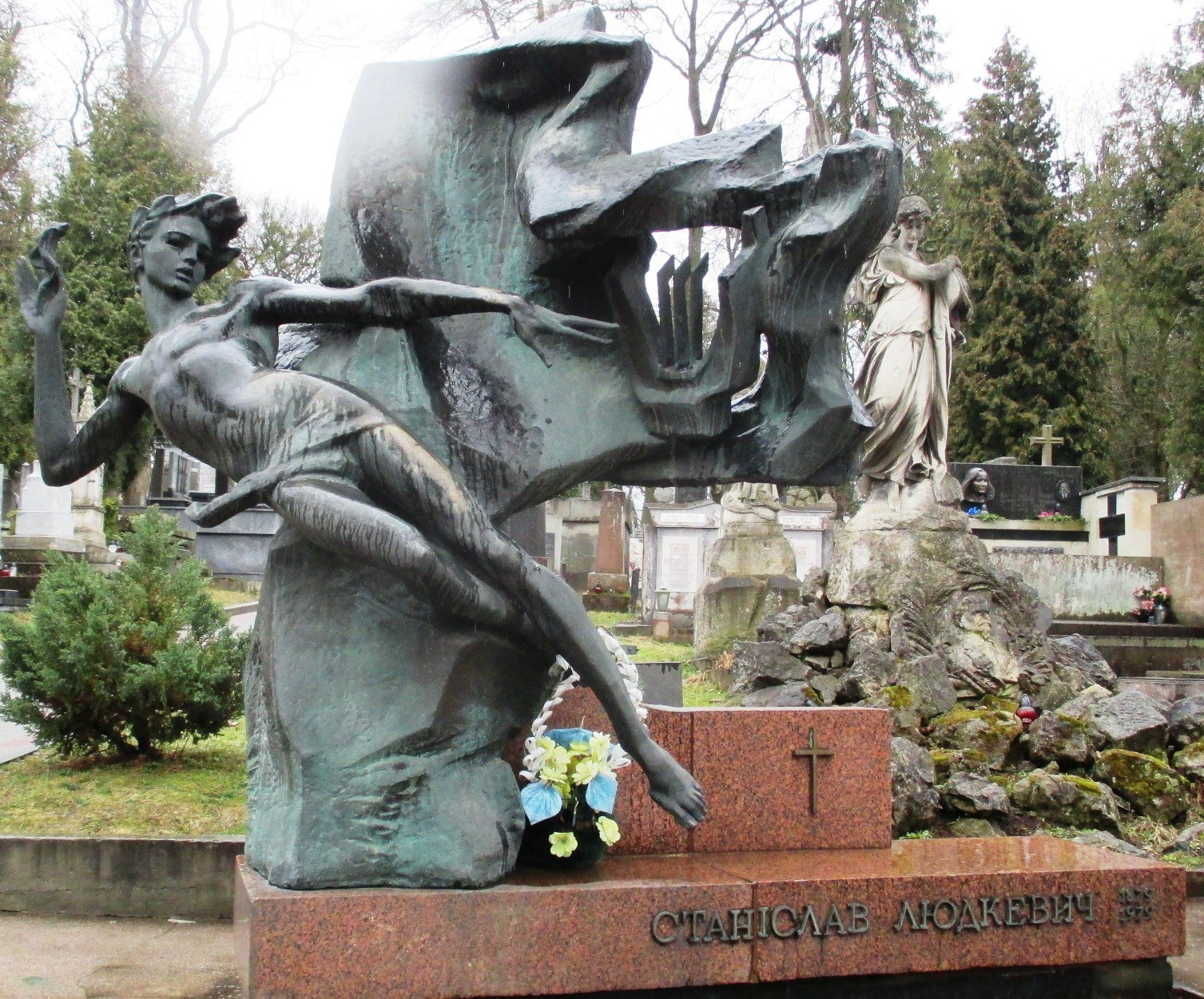
Пам'ятник на могилі Станіслава Людкевича на Личаківському цвинтарі
Пам'ятник Петру Сагайдачному в селі Кульчиці
Пам'ятник Франкові в Івано-Франківську
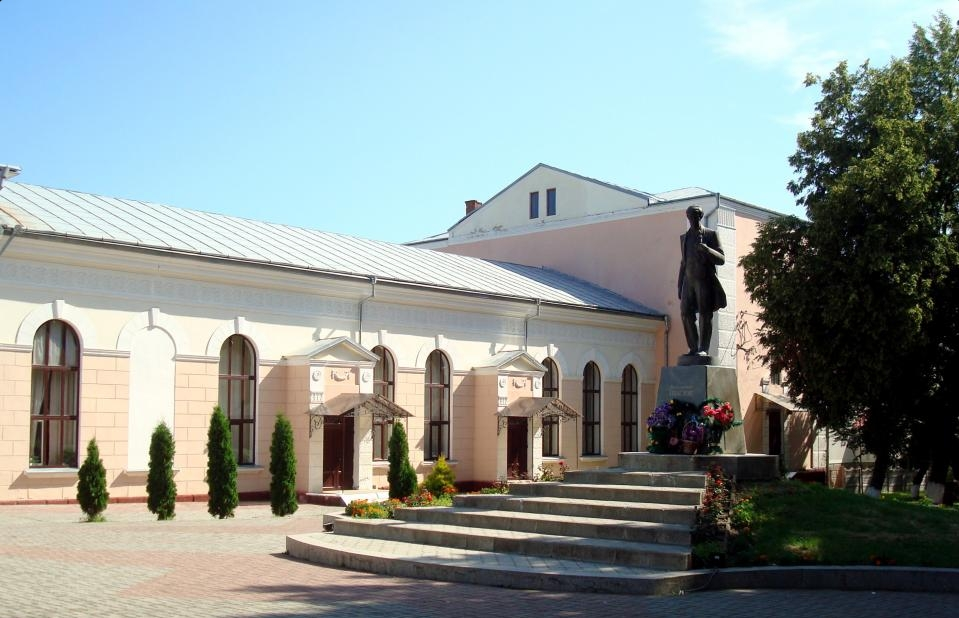
Пам'ятник Володимиру Івасюку в Кіцмані
Пам'ятник М. Шашкевичу у Львові біля музею «Русалки Дністрової»
Пам'ятник Михайлові Грушевському у Львові
Пам'ятник Степанові Бандері в Івано-Франківську
Пам'ятник Степанові Бандері у Львові
Погруддя Леся Курбаса в Самборі

### Станкові роботи
- Партизанська мати (1973, тонований гіпс, 51×30×37)[35].
- Портрет Ежена Потьє (1977, тонований гіпс, 48×45×47[36], за іншими даними 1978, 51×30×37[37]).
- Дума про землю (Ходок з України) (1980, тонований гіпс, 50×100×54)[1].
- Щаслива молодість (1982, тонований гіпс, 100×60×70)[38].
- День Перемоги (1985, тонований склобетон, 71×39×38)[39].
- Захар Беркут (1986, тонований гіпс, 52×47×47)[40].

### Меморіальні таблиці
- Першій маївці 1890 року у Львові, таблиця встановлена на стіні ратуші (1970[41], за іншими даними 1977[42]).
- Страченим гайдамакам у Городку Львівської області, будинок готелю (1970, чавун; у співавторстві з В. Саничем)[43][44].
- Іванові Франку на вулиці Соломії Крушельницької, 25 у Львові (1978, у співавторстві з архітектором Богданом Черкесом)[45].
- «Руській трійці» на вулиці Стефаника, 2 у Львові (1987; у співавторстві з архітектором Михайлом Федиком)[46].
- Маркіяну Шашкевичу на площі Шашкевича, 1 у Львові (1986, бронза)[47].
- Лесю Курбасу на вулиці Руській, 20 у Львові (1987, бронза; у співавторстві з архітектором Михайлом Федиком)[48].
- Борису Грінченку на вул. Винниченка, 24 у Львові (1988, бронза, відновлена у 2002 році)[49].
- Богдану-Ігорю Антоничу на вулиці Городоцькій, 50 у Львові (1989, бронза)[50].
- Адамові Коцку на вул. Грушевського, 4 у Львові (1991, бронза; у співавторстві з архітектором Михайлом Федиком).
- Юліану Опільському у Львові (1991, бронза).[джерело?]
- Володимиру Івасюку на вулиці Івасюка, 2 у Львові (1991, бронза; у співавторстві з архітектором Василем Каменщиком)[51].
- Богдану Лепкому у Львові (1992, бронза).[джерело?]
- Михайлу Драгоманову у Львові (бронза).[джерело?]
- Миколі Івасюку на вулиці Фредра, 7 у Львові (1995, у співавторстві з архітектором Василем Каменщиком)[52].

Меморіальна таблиця Першотравневій демонстрації 1890 року у Львові
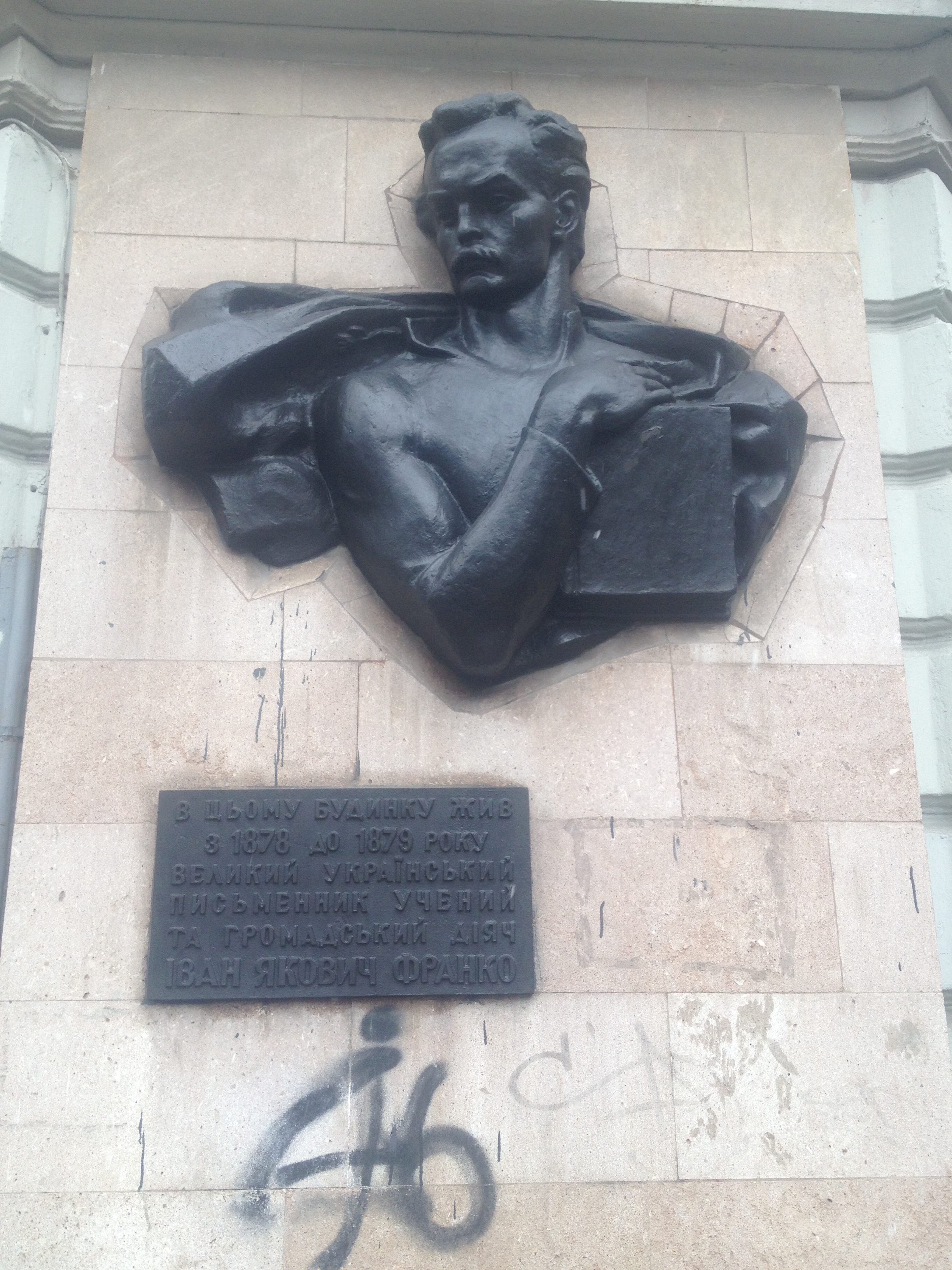
Меморіальна таблиця Іванові Франку у Львові
Пам'ятна таблиця Богдану-Ігореві Антоничу у Львові
Меморіальна таблиця Миколі Івасюку у Львові